# 撈起魚生
撈起魚生，簡稱撈生，撈魚生，後來也有稱撈起（寓意風生水起）（撈，在粵語“拌”的意思），新加坡与馬來西亞華人過農曆新年時的特色賀年食品，多於人日(正月初七)食用，代替七菜羹或七菜粥。七彩繽紛的魚生有七彩燦爛，「風生水起」 及 「越撈越旺」 的意頭。

## 来历
撈起魚生源自於粵菜中的「撈魚生」，馬來西亞的星洲日報聲称其为在1940年代由森美蘭州芙蓉的「陸禎記餐館」，其創辦人陸禎發由中國廣東省南海縣來馬，並引進廣東當地的「岡州魚肉面」再改良創新後，研發出“撈生”。而「陸禎記」的第三代傳人，是現任馬來西亞交通部部長兼執政行動黨黨魁陸兆福。
另一个说法是, 七彩魚生的原由是因在1960年代的新加坡，有四位名廚為了增加中餐館过年收入，所研發出的賀年食品。這四位名廚是譚銳佳、冼良、許國威和劉育培，在當時在新加坡合稱「四大天王」。這四位名廚加了生菜絲、西芹絲、紅蘿蔔絲及酸梅膏加桔子汁調成的金黃色醬料，使得撈魚生除了白色與黃色外，還增添多了紅色、綠色以及金黃色，食材變得七彩繽紛、喜氣洋洋。因为改良过的魚生，颜色搭配漂亮，所以被称之为 “七彩魚生”。

## 材料

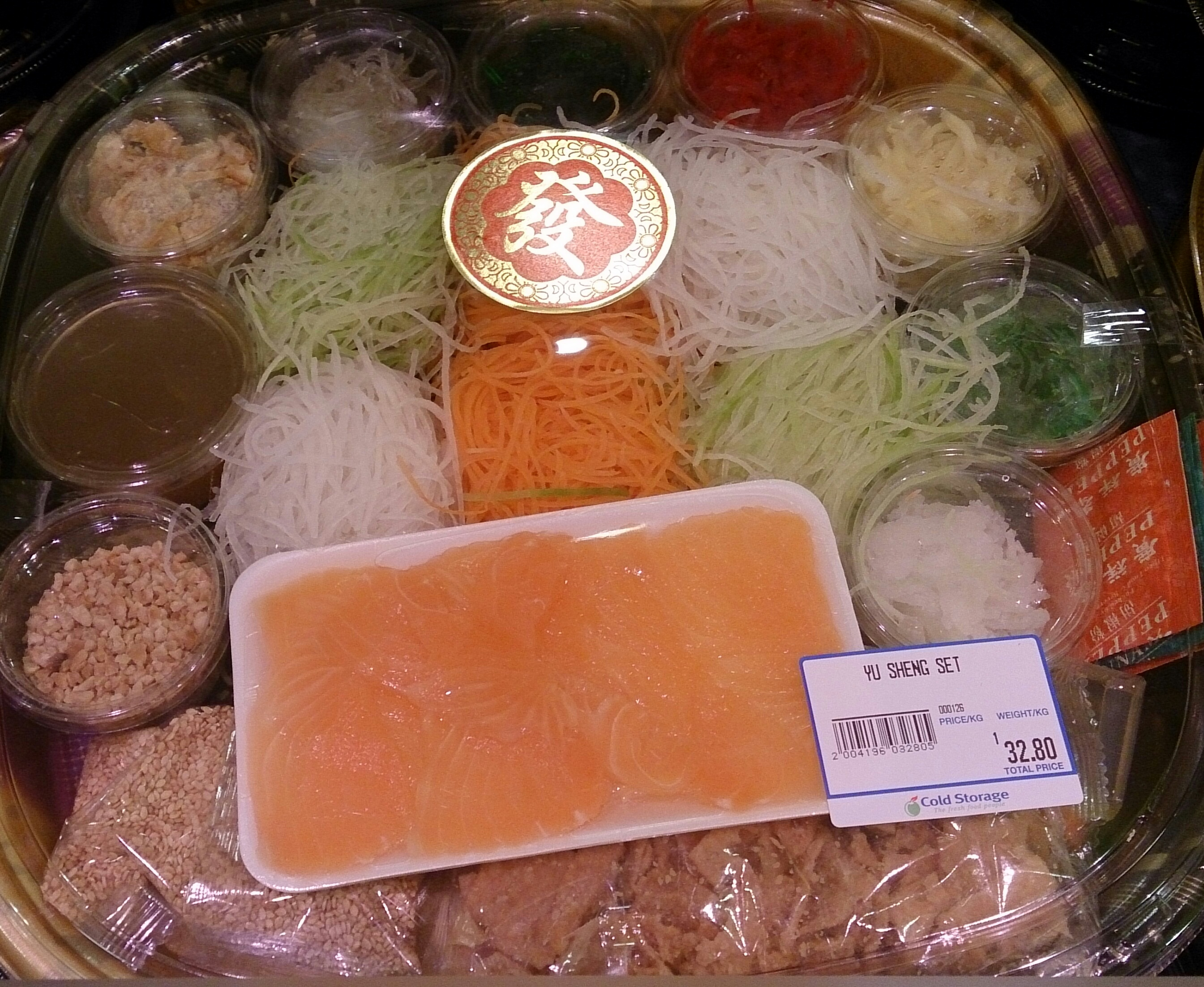
新加坡一间超市销售的捞起鱼生

撈起魚生是由九江魚生演變而成，近日也有用鲑鱼生鱼片。材料包括魚生、生菜絲、西芹絲、紅蘿蔔絲、沙葛丝、黄瓜丝、紫包菜、薑絲及花生碎等，醬料以酸梅膏加桔子汁添糖水調成。做法首先是將各材料逐一加到碟上，每加一樣材料，都要說一句吉祥話。當所有材料加好後，圍桌的所有人就會拿起筷子，把所有材料撈（拌）在一起，口中要同時說「撈起撈起」。當材料拌勻後，便可以食用。